# Царево ново одело
Царево ново одело (дан. Kejserens nye klæder) је бајка коју је написао дански аутор Ханс Кристијан Андерсен, о сујетном цару који се појављује без одеће пред својим поданицима. Бајка је преведена на више од 100 светских језика.
Бајка је први пут објављена заједно са „Малом сиреном“  у Копенхагену, у издању C. A. Reitzel, 7. априла 1837. године, као трећи и последњи део Андерсенових Бајки испричане деци.

## Радња
Пре много година живео је један цар који је сав свој новац трошио на нове одоре. Није волео лов и позориште као други краљеви, али је зато уживао да излази из двора кад год би му се указала прилика с намером да покаже народу своју нову одору. За то су чуле две варалице, па су отишле код цара на двор и представиле му се као ткачи. Говориле су да умеју да сашију најлепшу одору која неће бити видљива једино глупим људима, као ни онима који свој посао не раде како треба. Цару се та идеја допала: „То би било дивно одело. [...] Кад бих га носио могао бих да дознам ко у мом царству није способан за дужност коју врши. Могао бих да разазнам паметне од глупих. Та се тканина мора одмах изаткати за мене!” Цар је дао варалицама много злата, а они су новац сакрили у торбе и започели ткање на празном разбоју.
Једног дана, цар се запитао како ткачима напредује посао, па је послао свог старог министра да провери, надајући се да ће овај моћи да види одору. Међутим, министар се зачудио и разочарао кад је угледао празан разбој. Није смео да каже цару да није успео да види одору јер би то значило да је, или глуп, или да не ради добро свој посао, те је слагао цара да је видео одору и да прелепо изгледа. Недуго затим, цар је послао другог дворанина да погледа како напредује ткање одоре. Овај такође није могао да је види, али је цару испричао како се диви лепоти одоре. Варалице су добијале све више новца, али ништа нису ткале.
Како су сви причали о величанственом изгледу одоре, цар се једног дана одлучио да лично оде да види своју нову одору на разбоју. Међутим, ни цар, нити остали дворани нису могли да виде одело, али, пошто нико није смео да призна да је глуп или неспособан за свој посао, похвалили су диван рад и вредне ткаче. Затим је одлучено да ће цар носити ново одело на великој свечаности која ће се убрзо одржати, а варалице су добиле титулу ткача племића и завршиле одору коју нико није могао да види.
Дошао је и тај дан. Цар се са својом свитом запутио ткачима како би обукао своје ново одело. Варалице су га замолиле да скине одећу коју тренутно носи и почеле да му додају чакшире, прслук и све по реду: „Ево чакшира! Ево прслука! Ево огртача – и тако редом – све је лако као паучина! Човек би помислио да нема ништа на себи, али у томе баш и јесте преимућство.” Цар се задовољно огледао у огледалу, иако ништа није видео, а задовољство су исказали и дворани говорећи: „Ох, како су лепе хаљине! Како дивно стоје! – (...) – Каква шара! Какве боје! То је скупоцено одело!”
Цар је задовољно шетао показујући народу своје ново одело. Сви су га хвалили јер нису смели да признају да ништа не виде. Затим је једно дете запазило да је цар без одеће и гласно рекло: „Па он нема ништа на себи!” Како је дете оличење искрености и невиности, његове речи су се сматрале истинитим, те се његово мишљење брзо пронело по окупљеном народу. Остали су се сложили са дететом, а цар није имао другог избора, него да настави да шета још поносније, док су коморници носили његове скуте којих није ни било.

## Анализа
У бајци Царево ново одело све је истовремено и измишљено и реално. Невидљиво платно које ткају ткачи – преваранти, заиста припада сфери чисте фантастике, али догађаји који следе, изазвани људском спремношћу за претварањем, несхватљивом ерозијом личне сујете и страха од неуспеха, инспирисали су писца да напише најлепшу причу о човековој снисходљивости, о слепилу целе нације која послушно затвара очи пред истином, али и причу о томе како се истина ипак не да сакрити.
У причи су супротстављена два света: свет одраслих и свет деце. Дете је у причи супериорно и подсећа на Малог Принца из истоименог Егзиперијевог романа. Оно отворено баца истину у очи одраслих. Критичари су приметили да је Андерсен у овој причи отворио нову, занимљиву тему супериорног детета која ће се касније срести и код других бајкописаца. Ипак, ова прича више говори о одраслима. У њој се дете јавља епизодно, али његова појава довољна је да бар заталаса површину полтронског удворичког понашања људи који су ради сопственог преживљавања спремни да неистину прогласе истином, а невидљиво за видљиво. Церемонија започиње у непомућеном ритму, али црв сумње је ипак нагриза изнутра, без обзира што нико нема снаге да јавно призна да је играо улогу глупог Августа.

## Састав
Андерсенов рукопис је већ био у штампарији, када га је нешто изненада надахнуло да промени првобитни врхунац приче, из момента када се цареви поданици диве његовој невидљивој одећи у моменат дететовог повика. Постоје многе непотврђене теорије о томе зашто је он направио ову промену. Већина се слаже да се Андерсен од својих најранијих година у Копенхагену представљао данској буржоазији као наивно презрело дете које обично није примљено у салон за одрасле. „Царево ново одело“ је постало његово откривање лицемерја и снобизма које је тамо пронашао када је коначно стекао признање.
Андерсенова одлука да промени крај можда се догодила након што је неком детету прочитао рукописну причу , или је надахнуће могло бити један од Андерсенових инцидената из детињства који је био сличан ономе у бајци. Сетио се како је једном стајао у гомили са мајком, чекајући да види краља Фредерика VI, а када се краљ појавио, Андерсен је повикао: "Ох, он је само обичан човек!" Мајка га је ућуткивала говорећи: „Јеси ли полудео, дете?“ Без обзира на разлог, Андерсен је мислио да ће се промена бити више сатирична.

## Издања
Бајка „Царево ново одело“ први пут је објављена 7. априла 1837. године у Копенхагену, као трећи и последњи део прве збирке Андерсенових Бајки испричаних деци. Прве две књижице збирке објављене су у мају и децембру 1835. године и наишле су на мало критичког ентузијазма. Андерсен је сачекао годину дана пре објављивања трећег дела колекције.
Традиционалне данске приче, као и немачке и француске бајке, у деветнаестом веку у Данској, сматрале су се обликом егзотике и читали су их наглас на одабраним скуповима прослављени глумаци тог доба. Андерсенове бајке су на крају постале део репертоара, а читања "Царево ново одело" постала су велики хит популарног данског глумца Лудвига Фистера.
Дана 1. јула 1844. године, велики војвода Карл Александар одржао је књижевно вече у Етерсбургу у част Андерсена. Уморан говорећи разне стране језике и на ивици повраћања након вишедневних гозби, аутор је успео да контролише своје тело и наглас прочита „Принцезу на зрну грашка“, „Цвеће мале Иде“ и „Царево ново одело“.